# Live at the Alcaic Hall 1990
Live at the Alcaic Hall 1990 es un álbum en vivo de la banda británica de rock progresivo Asia y fue publicado en 2004.  Este álbum forma parte de la colección From the Asia Archives.
Este álbum en directo fue grabado durante el primer concierto que realizó la banda como parte de la gira Then & Now en el Alcaic Hall de la ciudad de Osaka, Japón, el 24 de septiembre de 1990. En esta presentación el guitarrista Pat Thrall sustituyó a Steve Howe. Este disco incluye el cóver de la canción «Book of Saturday» de King Crimson.

## Lista de canciones

### Disco uno
| Side one |                               |                                                             |          |  |
| N.º      | Título                        | Escritor(es)                                                | Duración |  |
| 1.       | «Wildest Dreams»              | John Wetton / Geoff Downes                                  |          |  |
| 2.       | «Sole Survivor»               | Wetton / Downes                                             |          |  |
| 3.       | «Don't Cry»                   | Wetton / Downes                                             |          |  |
| 4.       | «Voice of America»            | Wetton / Downes                                             |          |  |
| 5.       | «Video Killed the Radio Star» | Downes / Trevor Horn / Bruce Woodley                        |          |  |
| 6.       | «Time Again»                  | Wetton / Downes / Carl Palmer / Steve Howe                  |          |  |
| 7.       | «Prayin' 4 a Miracle»         | Wetton / Downes                                             |          |  |
| 8.       | «Only Time Will Tell»         | Wetton / Downes                                             |          |  |
| 9.       | «Rendezvous 602»              | Wetton / Downes                                             |          |  |
| 10.      | «Book of Saturday»            | Wetton / Palmer / Bill Bruford / Robert Fripp / David Cross |          |  |

### Disco dos
| Side one |                                              |                 |          |  |
| N.º      | Título                                       | Escritor(es)    | Duración |  |
| 1.       | «The Smile Has Left Your Eyes»               | John Wetton     |          |  |
| 2.       | «Days Like These»                            | Steve Jones     |          |  |
| 3.       | «The Heat Goes On (con solo de Carl Palmer)» | Wetton / Downes |          |  |
| 4.       | «Go»                                         | Wetton / Downes |          |  |
| 5.       | «Heat of the Moment»                         | Wetton / Downes |          |  |
| 6.       | «Open Your Eyes»                             | Wetton / Downes |          |  |

## Formación
- John Wetton — voz principal y bajo
- Geoff Downes — teclados y coros
- Carl Palmer — batería
- Pat Thrall — guitarra